# 翟光明
翟光明（1926年10月1日—），男，祖籍安徽泾县，生于湖北宜昌，中国石油勘探专家，中国工程院院士。

## 生平
1950年毕业于北京大学地质学系。1986年6月，中国科学技术协会第三次全国代表大会在北京召开，选举产生第三届全国委员会。6月28日，第三届全国委员会第一次会议召开，推举其担任常务委员。1995年当选为中国工程院院士。